# 하정우의 작품 목록

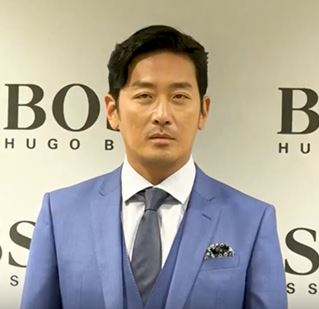

다음은 대한민국의 배우 하정우의 작품 목록이다.

## 필모그래피

### 영화
| 연도*  | 제목                             | 역할                | 감독                 | 참고                              |
| ------ | -------------------------------- | ------------------- | -------------------- | --------------------------------- |
| 2003년 | 마들렌                           | 준호                | 박광춘               |                                   |
| 2004년 | 슈퍼스타 감사용                  | OB 김우열           | 김종현               |                                   |
| 2005년 | 잠복근무                         | 형사 조기훈         | 박광춘               |                                   |
| 2005년 | 용서받지 못한 자                 | 유태정              | 윤종빈               | [ 1 ]                             |
| 2006년 | 구미호 가족                      | 아들                | 이형곤               |                                   |
| 2006년 | 시간                             | 지우                | 김기덕               |                                   |
| 2006년 | 나, 그런 사람 아니에요           | 형사                | 이승영               | 특별출연, 단편영화                |
| 2007년 | 숨                               | 남편                | 김기덕               | [ 1 ]                             |
| 2007년 | 두 번째 사랑                     | 김지하              | 김진아               | 한국, 미국 합작                   |
| 2007년 | 우리 생애 최고의 순간            | 맞선남              | 임순례               |                                   |
| 2008년 | 추격자                           | 지영민              | 나홍진               | [ 1 ]                             |
| 2008년 | 비스티 보이즈                    | 유재현              | 윤종빈               |                                   |
| 2008년 | 울학교 이티                      | 훈남의사            | 박광춘               |                                   |
| 2008년 | 멋진 하루                        | 조병운              | 이윤기               |                                   |
| 2009년 | 잘 알지도 못하면서               | 노화가의 후배 조씨  | 홍상수               |                                   |
| 2009년 | 보트                             | 형구                | 김영남               | 한국, 일본 합작                   |
| 2009년 | 국가대표                         | 밥/차헌태           | 김용화               |                                   |
| 2010년 | 평행이론                         | 장수영              | 권호영               |                                   |
| 2010년 | 황해                             | 김구남              | 나홍진               | [ 1 ]                             |
| 2011년 | 사랑한다, 사랑하지 않는다        | 또 다른 그 (목소리) | 이윤기               | 우정출연                          |
| 2011년 | 의뢰인                           | 강성희              | 손영성               |                                   |
| 2012년 | 시네노트                         | 본인                | 장훈, 이재용, 강형철 | 단편 옴니버스영화                 |
| 2012년 | 범죄와의 전쟁: 나쁜놈들 전성시대 | 최형배              | 윤종빈               | 본작의 메인 빌런이자 진 최종 보스 |
| 2012년 | 러브 픽션                        | 구주월/마형사       | 전계수               |                                   |
| 2012년 | 577프로젝트                      | 본인                | 이근우               | 다큐멘터리 영화, 기획에도 참여    |
| 2013년 | 베를린                           | 표종성              | 류승완               |                                   |
| 2013년 | 더 테러 라이브                   | 윤영화              | 김병우               |                                   |
| 2013년 | 롤러코스터                       |                     | 하정우               | 감독, 각본                        |
| 2014년 | 군도: 민란의 시대                | 돌무치/도치         | 윤종빈               |                                   |
| 2015년 | 허삼관                           | 허삼관              | 하정우               | 감독, 각본에도 참여               |
| 2015년 | 암살                             | 하와이 피스톨       | 최동훈               | 천만영화                          |
| 2016년 | 아가씨                           | 백작/고판돌         | 박찬욱               | [ 6 ]                             |
| 2016년 | 터널                             | 이정수              | 김성훈               | [ 7 ]                             |
| 2017년 | 싱글라이더                       |                     | 이주영               | 제작                              |
| 2017년 | 서서평, 천천히 평온하게          | 내레이션            | 홍주현, 홍현정       | 다큐멘터리 영화                   |
| 2017년 | 신과함께: 죄와 벌                | 강림                | 김용화               | 천만영화                          |
| 2017년 | 1987                             | 최환 검사           | 장준환               |                                   |
| 2018년 | 신과함께: 인과 연                | 강림                | 김용화               | 천만영화                          |
| 2018년 | PMC: 더 벙커                     | 에이헵              | 김병우               | [ 9 ]                             |
| 2019년 | 걸캅스                           | 모텔직원            | 정다원               |                                   |
| 2019년 | 백두산                           | 조인창              | 이해준, 김병서       |                                   |
| 2020년 | 클로젯                           | 연상원              | 김광빈               |                                   |
| 2023년 | 1947 보스톤                      | 손기정              | 강제규               |                                   |
| 2023년 | 비공식작전                       | 이민준              | 김성훈               |                                   |
| 2024년 | 하이재킹                         | 태인                | 김성한               |                                   |
| 2025년 | 브로큰                           | 배민태              | 김진황               |                                   |
| 2025년 | 로비                             | 창욱                | 하정우               |                                   |
| 2025년 | 무명 無名                        | 내레이션            | 유진주               | 다큐멘터리 영화                   |
| 미정   | 신과함께3                        | 강림                | 김용화               | 천만영화                          |

*개봉일 순.

### 연출 영화
| 연도   | 제목       | 역할                 | 참고               |
| ------ | ---------- | -------------------- | ------------------ |
| 2013년 | 롤러코스터 | 연출, 시나리오       | 감독 데뷔작        |
| 2015년 | 허삼관     | 연출, 시나리오       | 첫 상업영화 연출작 |
| 2025년 | 로비       | 연출, 시나리오, 주연 |                    |

### 드라마
| 연도*  | 방송사   | 제목                                             | 역할     | 참고         |
| ------ | -------- | ------------------------------------------------ | -------- | ------------ |
| 2002년 | SBS      | 일일시트콤 - 똑바로 살아라                       | 소개팅남 | 단역         |
| 2003년 | KBS1     | 무인시대                                         | 이지광   | 158부작      |
| 2003년 | KBS2     | 일요 아침드라마 - 결혼이야기 '울 남편은 19세 편' | 재복     |              |
| 2003년 | KBS2     | 일요 아침드라마 - 결혼이야기 '못말리는 남자 편'  | 종명     |              |
| 2005년 | SBS      | 프라하의 연인                                    | 안동남   | 18부작       |
| 2005년 | MBC      | 베스트극장 - 러브홀릭 프로젝트                   | 민욱     | 1부작 단막극 |
| 2007년 | MBC      | 히트                                             | 김재윤   | 20부작       |
| 2016년 | tvN      | 안투라지                                         | 본인     | 1화,특별출연 |
| 2022년 | 넷플릭스 | 수리남                                           | 강인구   |              |

*다년간 방송된 작품의 경우, 방송 시작 연도를 가리킨다.

### 연극
| 연도   | 제목            | 역할        | 참고 |
| ------ | --------------- | ----------- | ---- |
| 1998년 | 라 스트라다     |             |      |
| 1998년 | 토마토 연인     | 스테파노    |      |
| 2000년 | 굳세어라 금순아 |             |      |
| 2001년 | 카르멘          | 돈호세      |      |
| 2001년 | 굿 닥터         | 작가 / 피터 |      |
| 2002년 | 유리 동물원     | 짐          |      |
| 2002년 | 고도를 기다리며 | 포조        |      |
| 2003년 | 오델로          | 오델로      |      |

## 방송

### 텔레비전 프로그램
| 연도                     | 방송사    | 제목                          | 역할        | 참고                       |
| ------------------------ | --------- | ----------------------------- | ----------- | -------------------------- |
| 2006년 9월 18일          | SBS       | 야심만만 만 명에게 물었습니다 | 게스트      |                            |
| 2009년 7월 27일          | MBC       | 유재석 김원희의 놀러와        | 게스트      |                            |
| 2009년 8월 5일           | MBC       | 황금어장 - 무릎팍도사         | 게스트      |                            |
| 2012년 8월 27일, 9월 3일 | SBS       | 힐링캠프, 기쁘지 아니한가     | 게스트      |                            |
| 2013년 10월 15일         | tvN       | 하정우 부라더스               | 진행        | 리얼리티 로드 토크쇼       |
| 2015년 1월 5일, 1월 12일 | SBS       | 힐링캠프, 기쁘지 아니한가     | 게스트      |                            |
| 2015년 8월 28일          | MBC       | 나 혼자 산다                  | 특별 게스트 | 아버지 김용건 편에 출연    |
| 2016년 8월 4일           | JTBC      | 뉴스룸                        | 게스트 출연 | 대중문화초대석 - 하정우 편 |
| 2025년 4월 28일          | TV CHOSUN | 조선의 사랑꾼                 | VCR 출연    | 이경실 & 손보승 편         |

### 웹예능
| 연도            | 방송사 | 제목              | 역할   | 참고 |
| --------------- | ------ | ----------------- | ------ | ---- |
| 2025년 3월 21일 | 유튜브 | 나영석의 와글와글 | 게스트 |      |

### 라디오 프로그램
| 연도   | 방송사     | 제목                           | 역할   | 참고              |
| ------ | ---------- | ------------------------------ | ------ | ----------------- |
| 2015년 | SBS 파워FM | 최화정의 파워타임              | 게스트 | 2015.01.14 방송분 |
| 2015년 | EBS FM     | EBS 책 읽는 라디오 낭독 시리즈 | 낭독자 |                   |

## 뮤직 비디오
| 연도   | 제목   | 가수   | 참고                      |
| ------ | ------ | ------ | ------------------------- |
| 2007년 | ‘배반’ | 빅마마 | 정규 4집 BLOOSOM 타이틀곡 |

## 광고(CF)
| 연도                    | 기업명                  | 브랜드명(종류)                                 | 공동 출연           |
| ----------------------- | ----------------------- | ---------------------------------------------- | ------------------- |
| 1998년                  | (주)BR코리아            | 베스킨라빈스31 (아이스크림)                    | 안석환              |
| 2005년                  | KFC                     | 스마트 버켓 (치킨)                             | 한혜진              |
| 2007년                  | 나이키 코리아           | 나이키 플러스 (스포츠웨어)                     | 박시연              |
| 2007년                  | 국순당                  | 백세주 격려하는 마음 편 (주류)                 | 조승우              |
| 2008년 ~ 2009년, 2014년 | 코오롱인더스트리FnC부문 | 헤드 H2X, 헤드 (스포츠웨어)                    | 한혜진              |
| 2008년                  | 팬택                    | 스카이 큐브릭 추격자 편 (휴대폰)               |                     |
| 2009년                  | HK이노엔                | 헛개 컨디션 파워 국가대표편 (음료)             |                     |
| 2009년                  | 한국지엠                | 토스카 질주 편, 레일 편 (자동차)               |                     |
| 2010년 ~ 2017년         | 하이트진로              | 맥스 (주류)                                    | 공효진(2010~2011년) |
| 2010년                  | 한국P&G                 | SK-II (화장품)                                 | 내레이션            |
| 2010년                  | 노스페이스 코리아       | 노스페이스 (아웃도어)                          | 이연희              |
| 2010년, 2014년          | 오리온 제과             | 초코파이 문화 편/아버지 편, 오지 편 (제과)     | 내레이션            |
| 2011년                  | CJ제일제당              | 스팸 (식품)                                    | 한혜린              |
| 2012년                  | 삼성전자                | 갤럭시노트 시네노트 편 (휴대폰)                |                     |
| 2012년                  | 삼성전자                | 갤럭시 S3 당신의 마음을 이해합니다 편 (휴대폰) | 내레이션            |
| 2012년                  | 동서식품                | 맥심 모카골드마일드 오후 편 (커피)             | 공형진              |
| 2013년                  | (주)밀레                | 밀레 (아웃도어/의류)                           | 문채원              |
| 2013년                  | (주)LF                  | TNGT (남성 정장/의류)                          |                     |
| 2013년                  | OCN                     | 영화채널 OCN (채널)                            |                     |
| 2013년                  | SK텔레콤                | LTE-A (통신사)                                 |                     |
| 2013년                  | 나이키 코리아           | NIKE (스포츠웨어)                              | 내레이션            |
| 2014년                  | 한국코카콜라            | 조지아 커피 (커피)                             |                     |
| 2014년                  | 한국 올림푸스           | 올림푸스 OM-D E-M10 (카메라)                   |                     |
| 2014년                  | KB금융그룹              | KB국민카드 가온누리 (금융)                     |                     |
| 2015년                  | 광동제약                | 힘찬하루 헛개차 (숙취음료)                     |                     |
| 2015년                  | 넷마블                  | 크로노 블레이드 (모바일게임)                   |                     |
| 2016년                  | 농협                    | NH투자증권 큐브 (증권)                         |                     |
| 2016년                  | 롯데네슬레 코리아       | 네스프레소 (커피)                              |                     |
| 2016년                  | SK플래닛                | 11번가 (오픈마켓)                              |                     |
| 2016년 ~ 2017년         | 한국P&G                 | 질레트 프로쉴드 (면도기)                       |                     |
| 2016년 ~ 2018년         | (주)제너시스            | BBQ (치킨 프랜차이즈)                          | 조우리 (2018년)     |
| 2018년 ~ (현재)         | Hy에치와이              | 윌 HP7 (유산균 장음료)                         |                     |
| 2018년 ~ (현재)         | (주)리치앤코            | 굿리치앱 (통합 보험 관리 서비스)               | 박세영              |
| 2018년 ~ (현재)         | 농심                    | 신라면                                         |                     |

## 홍보대사
| 연도   | 홍보대사명 |
| ------ | --- |
| 2007년 | - 제6회 미쟝센단편영화제 4만번의 구타(액션,스릴러)부문 명예심사위원 - 미국 배우협회 회원 - 나이키 월드 프로모션 모델 |
| 2008년 | - 제16회 이천춘사대상영화제 홍보대사                                                                                 |
| 2012년 | - 2012 코리안 아티스트 프로젝트 홍보대사                                                                             |
| 2013년 | - 2013 아우디 코리아 홍보대사                                                                                        |
| 2014년 | - 싱가포르 푸르덴셜 아이 어워즈 홍보대사                                                                             |
| 2015년 | - 제2회 장애인 창작 아트페어 홍보대사                                                                                |
| 2018년 | - 미국예술과학아카데미(AMPAS) 신입회원 - 제17회 미쟝센단편영화제 희극지왕(코미디)부문 명예심사위원                   |

## 아티스트 활동

### 그림
개인전
- 2010년 하정우 기획초대 <Horizon of Passion> [닥터박 갤러리]
- 2010년 하정우 초대전 [동아일보 미디어센터]
- 2011년 하정우 개인전 <Pierrot> [인사아트센터, 본전시장]
- 2011년 동원화랑 기획초대전 - 하정우 피에로 개인전 [동원화랑]
- 2012년 하정우 기획초대전 <Mask : Pierrot, The Unfinished Story> [H art Gallery]
- 2013년 뉴욕 전시회 [월터 위카이저 갤러리, 뉴욕]
- 2014년 <Trace> [표갤러리, 서울 까르띠에 청담점, 서울]
- 2015년 하정우 개인전 <Pause> [표 갤러리, LA]
- 2015년 하정우 개인전 <Friends> [에이블 파인 아트 갤러리, NY]

기획·단체전
- 2009년 제4회 대한민국 자원순환 정크아트 공모전
- 2010년 ARTiSTAR [롯데갤러리, (부산, 에비뉴엘, 일산 순회전)]
- 2010년 CHUPOP'Star [산토리니 서울, 홍대]
- 2011년 SOAF 서울오픈아트페어 [코엑스, 서울]
- 2011년 KIAF 한국국제아트페어 [코엑스, 서울]
- 2011년 광주아트페어 [김대중컨벤션센터, 광주]
- 2012년 홍콩아트페어 ART HK12 [홍콩컨벤션센터, 중국]
- 2012년 KIAF 한국국제아트페어 [코엑스, 서울]
- 2012년 이것이 대중미술이다. [세종문화회관, 서울]
- 2013년 청주 국제 공예 비엔날레 : 스타크래프트 [청주, 충북]
- 2013년 Stars come Chang-dong」[창동예술촌, 경남]
- 2013년 프랑스 아트페어 [파리, 프랑스]
- 2013년 KIAF 한국국제아트페어 [코엑스, 서울]
- 2013년 Beyond the face [비원갤러리, 서울]
- 2014년 LA Art Show [Los Angeles Convention Center, 로스앤젤레스]
- 2014년 프루덴셜 아이 어워즈 특별전 [Suntec City Mall, 싱가폴]
- 2015년 KIAF 한국국제아트페어 [코엑스, 서울]
- 2015년 스푼아트페어 [홍익대학교 현대미술관 및 체육관, 서울]

## 같이 보기
- 하정우의 수상 및 후보 목록